# Кисловский, Григорий Матвеевич
Григорий Матвеевич Кисловский (1692—1756) — генерал-провиантмейстер, президент Камер-коллегии, тайный советник, главный начальник Межевой канцелярии.

## Биография
Родился 9 ноября 1692 года[по какому календарю?] — сын стольника Матвея Ивановича Киловского (1656-1704) и Иулианы Степановны, урождённой Опочкиной.
С 1737 года — статский советник, с 1741 — действительный статский советник. В 1740 году был назначен вице-президентом Камер-коллегии; с 4 июня 1741 года — президент. Был главным начальником Межевой канцелярии, награждён польским орденом Белого Орла.
В отставку вышел 29 марта 1753 года с производством в тайные советники. Жил в Москве в собственном доме, который находился в Земляном городе, в приходе церкви Николая Чудотворца Дербинского.
Умер 5 февраля 1756 года[по какому календарю?]; похоронен в Спасской церкви в Ширенском монастыре.
По сведениям графа А. Н. Самойлова, его дядюшка Г. А. Потёмкин с пяти лет жил и воспитывался в московском доме двоюродного брата своего отца — Г. М. Кисловского.

## Семья
Был женат с 13 ноября 1712 года на Екатерине Алексеевне Полуниной (11.11.1695 — 03.12.1774).
Их дети:
- Акулина (12.06.1724 — 13.05.1785) — была замужем за Апполоном Ивановичем Хомутовым (09.11.1723 — 07.04.1757);
- Анастасия (17.10.1731 — 29.10.1791) — была замужем (с 26.08.1761) за Фёдором Леонтьевичем Карабановым (01.02.1738 — 19.05.1813). Биографические сведения о жизни Г. М. Кисловского сохранились в записках его внука П. Ф. Карабанова;
- Сергей (07.10.1738 — 22.01.1761) — вице-вахмистр лейб-гвардии Конного полка, был женат (с 1758) на Анне Васильевне Коновницыной (10.02.1740 — 06.07.1812, умер бездетным; похоронен в Спасской церкви в Ширенском монастыре.